# Казимир III Плоцький
Казимир III Плоцький (1448/1449 — 9 червня 1480) — князь варшавський, цеханувський, черський у 1454—1471 роках, плоцький в 1462—1471 роках і візненський в 1462—1475 роках.

## Біографія
Походив з Мазовецьких П'ястів. Син Болеслава IV, князя варшавського, і Барбари Олельківни, доньки князя київського. Народився у 1448 або 1449 році. У 1454 р. після смерті батька разом з братами Конрадом, Болеславом і Янушем став правителем варшавського і черського князівств. Втім, фактичне управління до 1462 здійснювала їх мати разом з єпископом плоцьким Павлом Гіжицьким.
У 1462 році Казимир III разом з братами успадкував володіння померлих родичів — Земовита VI і Владислава II Плоцького — князівства Плоцьке, Візненське, міста Плонськ й Завкржу. Натомість було втрачено Белзьке і Равське князівства, а також важливе місто Гостинін (фактично центральна Мазовія), які стали частиною королівства Польського.
У 1471 році внаслідок поділу володінь Казимир III отримав Плоцьке і Візненське князівства. Проте він все більше мав намір присвятити себе церкві. Невдовзі після смерті плоцького єпископа Сцибора став претендувати на його посаду. Втім король Казимир IV бажав призначити єпископом свого секретаря Анджея Опоровського. Для вирішення суперечки на свою користь Казимир III Плоцький відбув до Риму, де папа римський Сікст IV. Оскільки йому ще не виповнилося 30 років Казимир не мав права обіймати єпископську кафедру, тому керував до 1475 року як плоцький адміністратор, й лише після 1475 року став повноправним єпископом. Його володіння було поділено між братами.
Оскільки його обрання єпископом коштувало значних коштів, то Казимир намагався через збільшення зборів відшкодувати це. Зрештою такі дії Плоцького єпископа викликали невдоволення, на нього було відправлено скарку до Папського престолу. Помер Казимир у 1480 році під час епідемії чуми в Пултуську.